# Directeur de la rédaction
Le directeur de la rédaction est le responsable de l'ensemble des aspects rédactionnels d'une publication.
Il est le patron du rédacteur en chef.